# 独立同分布
在概率论与统计学中，独立同分布（英語：Independent and identically distributed，或稱獨立同分配，缩写为iid、 i.i.d.、IID）是指一组随机变量中每个变量的概率分布都相同，且这些随机变量互相独立。
一组随机变量独立同分布并不意味着它们的样本空间中每个事件发生概率都相同。例如，投掷非均匀骰子得到的结果序列是独立同分布的，但掷出每个面朝上的概率并不相同。

## 定义
设随机变量的取值为{\displaystyle \mathbb {I} \subseteq \mathbb {R} }。
两个随机变量{\displaystyle X}与{\displaystyle Y}同分布，当且仅当{\displaystyle P[x\geq X]=P[x\geq Y],\,\forall x\in \mathbb {I} }.
两个随机变量{\displaystyle X}与{\displaystyle Y}独立，当且仅当{\displaystyle P[y\geq Y]=P[y\geq Y|x\geq X]\land P[x\geq X]=P[x\geq X|y\geq Y]\,\forall x,y\in \mathbb {I} }。参见独立 (概率论)。